# Blackstonia grandiflora
Blackstonia grandiflora là một loài thực vật có hoa trong họ Long đởm. Loài này được (Viv.) Maire mô tả khoa học đầu tiên năm 1927.